# Institut de physique théorique - IPhT Saclay
L’Institut de physique théorique (IPhT) est un laboratoire de recherche fondamentale situé sur le plateau de Saclay, qui emploie environ 50 physiciens permanents, dont les deux tiers du Commissariat à l'Énergie Atomique et aux énergies alternatives (CEA) et le tiers restant du Centre National de la Recherche Scientifique (CNRS). Il est rattaché à la Direction de la Recherche Fondamentale (DRF) du CEA et à l'Institut de Physique du CNRS, et est associé à l'Université Paris-Saclay.

## Historique

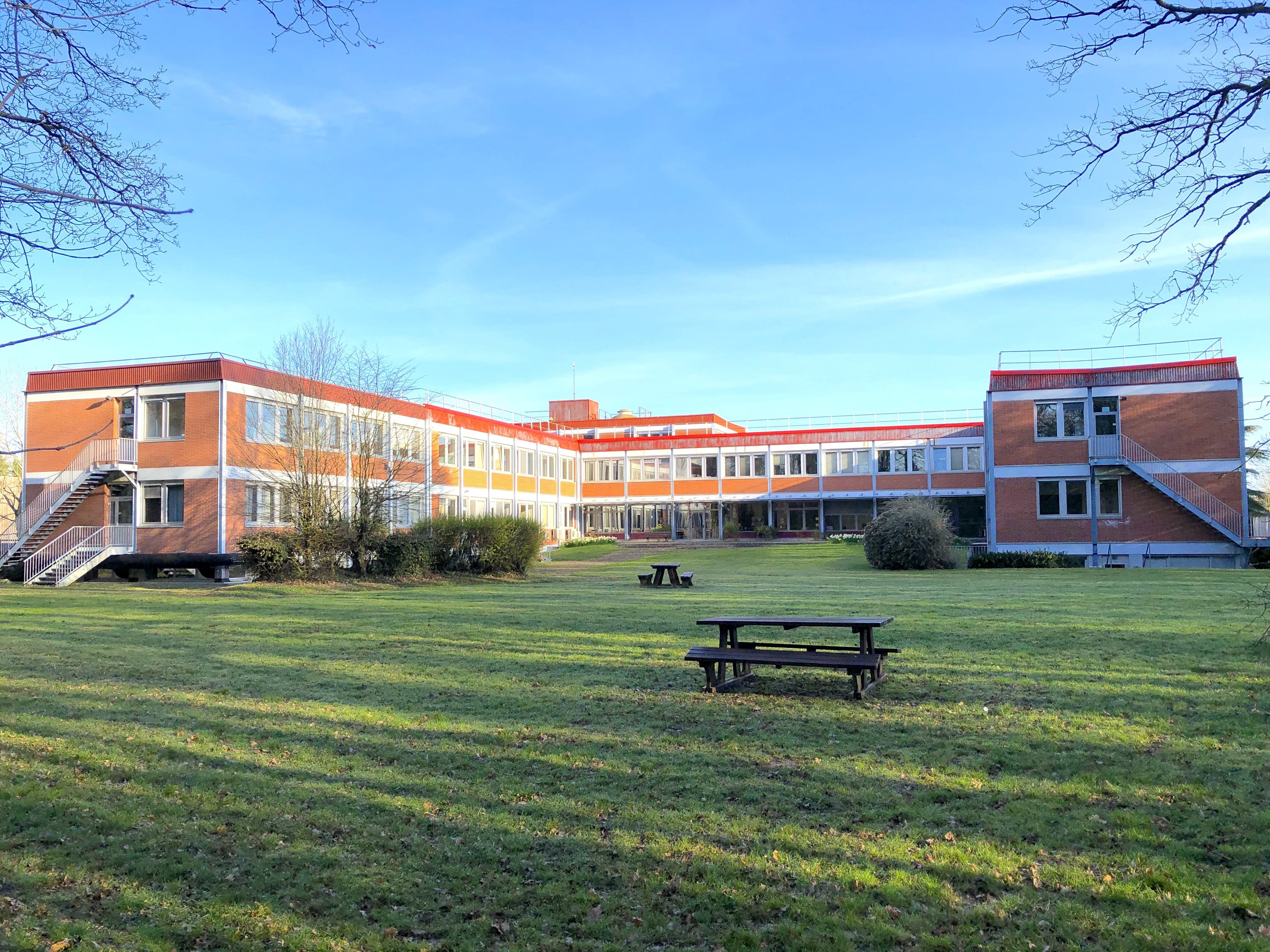
Vue de l'IPhT, côté sud.

L’IPhT a été créé en 1963, sous le nom de « Service de Physique Théorique » (SPhT), à la suite du Service de Physique Mathématique (SPM) du CEA, et a pris le nom d’IPhT en 2008. Initialement consacré à la physique nucléaire et à la supraconductivité, la physique des particules devient rapidement un thème important. Après son déménagement en 1968, depuis le site principal du CEA Saclay vers le site actuel de l’Orme des Merisiers, la théorie quantique des champs y devient un sujet de recherche majeur. Par la suite, de nouveaux sujets comme les théories conformes et les modèles de matrices, la cosmologie et la théorie des cordes, la physique de la matière condensée et la physique statistique hors d’équilibre, y trouveront leur place,,. L'IPhT est considéré comme un  centre majeur en physique théorique au niveau français et international .

## Recherches actuelles
Les recherches menées à l’IPhT couvrent la plupart des domaines de la physique théorique :
- Cosmologie et astroparticules
- Physique des particules : chromodynamique quantique, physique hadronique, physique de précision pour les collisionneurs, amplitudes de diffusion, physique au-delà du Modèle Standard
- Gravitation quantique, théorie des cordes
- Physique mathématique : théorie quantique des champs, théories conformes, intégrabilité, récursion topologique, combinatoire, géométries aléatoires
- Matière condensée
- Physique statistique et systèmes hors d’équilibre
- Systèmes complexes, réseaux dynamiques
- Information Quantique[8]

L’IPhT organise chaque printemps la « Conférence Itzykson », un colloque international de quelques jours sur un domaine de physique théorique différent chaque année. Son nom est un hommage à Claude Itzykson, ancien chercheur de l’IPhT (spécialiste de théorie quantique des champs).

## Enseignement
Des cours de physique théorique sont régulièrement organisés à l’IPhT le vendredi, à destination des doctorants et des chercheurs de la région parisienne. Ils sont proposés par des membres de l’IPhT, des chercheurs de la région ou des chercheurs internationaux en visite au laboratoire. Certains de ces cours peuvent compter pour la formation doctorale de l'Ecole Doctorale Physique en Ile de France (EDPIF).
L’IPhT reçoit aussi des stagiaires de master, des doctorants en thèse de physique théorique, et des post-doctorants.

## Diffusion de la recherche et vulgarisation scientifique
Certains des séminaires et conférences présentés à l’IPhT sont disponibles sur la chaine youtube du laboratoire. S’y trouvent aussi des séminaires de vulgarisation accessibles au grand public.
Les chercheurs de l’IPhT rédigent aussi régulièrement des livres de cours ou de vulgarisation.

## Quelques chercheurs et anciens membres de l'IPhT
Quelques chercheurs ayant été membres du SPM/SPhT/IPhT :
Anatole Abragam, Claude Bloch, Edouard Brézin, Gilles Cohen-Tannoudji, Cirano de Dominicis, Bernard Derrida, Michel Gaudin, Claude Itzykson, Stanislas Leibler, Madan Lal Mehta, Albert Messiah, Jean-Christophe Niel, Stéphane Nonnenmacher, Yves Pomeau, Volker Schomerus, Raymond Stora, Lenka Zdeborova, Jean Zinn-Justin, Jean-Bernard Zuber, ...
Quelques chercheurs membres de l'IPhT:
Roger Balian, Jean-Paul Blaizot, François David, Philippe Di Francesco, David Kosower, Vincent Pasquier,  Mannque Rho, Hubert Saleur, Pierre Vanhove, André Voros,  ...

## Directeurs de l'IPhT
- Claude Bloch: 1963-1971
- Cirano de Dominicis: 1971-1979
- Roger Balian: 1979-1987
- André Morel: 1987-1992
- Jean Zinn-Justin: 1993-1998
- Jean-Paul Blaizot: 1998-2004
- Henri Orland: 2004-2011
- Michel Bauer: 2011-2016
- François David: 2017-2021
- Catherine Pépin: 2022-

## Accès
L'IPhT est situé sur le Plateau de Saclay, à environ 20 km au sud-ouest de Paris. L'IPhT occupe le bâtiment 774 sur le site de l'Orme des Merisiers, qui est une annexe à 2 km du centre principal du CEA Saclay. L'entrée de l'Orme des Merisiers est sur la route D128, à 200 m du carrefour de Saint-Aubin avec la N30.
Depuis Paris ou les aéroports, l'IPhT est accessible par le RER ligne B direction Saint-Rémy-lès-Chevreuse. Il faut descendre à la station Le Guichet (environ 35 minutes depuis Paris, 1h15 depuis Charles-de-Gaulle), emprunter le passage souterrain en tête de train, prendre la rue à droite après le café, puis le passage piétons sur la gauche, qui mène à la gare routière, et y prendre le bus ligne 9 jusqu'à l'arrêt Orme des Merisiers  (8 minutes).